# Nový Kramolín
Nový Kramolín é uma comuna checa localizada na região de Plzeň, distrito de Domažlice.